# Aaadonta
Aaadonta, rod puževa (Gastropoda) iz porodice Endodontidae. Predstavnici ove porodice žive na Palauu i Americi. Sve vrste ovog roda ugrožene ili kritično ugrožene. Opisao ga je prvi puta američki malakolog Solem, 1976.

## Vrste i podvrste
- Aaadonta angaurana Solem, 1976 (kritično ugrožena)
- Aaadonta constricta Semper, 1874; tipična vrsta,[3] (ugrožena)
- Aaadonta constricta babelthuapi
- Aaadonta constricta komakanensis
- Aaadonta fuscozonata (E.H.Beddome, 1889) (ugrožena)
- Aaadonta fuscozonata depressa
- Aaadonta irregularis Semper, 1874 (kritično ugrožena)
- Aaadonta kinlochi Solem, 1976 (kritično ugrožena)
- Aaadonta pelewana Solem, 1976 (kritično ugrožena)